# Hakgyo 2013
Hakgyo 2013 (학교 2013?; lett. "Scuola 2013") è una serie televisiva sudcoreana trasmessa su KBS2 dal 3 dicembre 2012 al 28 gennaio 2013. Si tratta del quinto capitolo del franchise Hakgyo iniziato nel 1999.

## Trama
Jung In-jae e Kang Sae-chan sono professori con filosofie didattiche apparentemente in contrasto, che gestiscono insieme la classe più difficile della Victory High, affrontando bulli, studenti con scarsi risultati e genitori esigenti mentre aiutano gli alunni a superare i loro problemi.

## Personaggi e interpreti
- Jung In-jae, interpretata da Jang Na-ra
- Kang Se-chan, interpretato da Choi Daniel
- Go Nam-soon, interpretato da Lee Jong-suk
- Song Ha-gyeong, interpretata da Park Se-young
- Park Heung-soo, interpretato da Kim Woo-bin
- Lee Kang-joo, interpretata da Ryu Hyo-young